# Cartignano
Cartignano (piemontiul: Cartignan) település Olaszországban, Piemont régióban, Cuneo megyében. Lakosainak száma 171 fő (2023. január 1.). Cartignano Dronero, Melle, Roccabruna és San Damiano Macra községekkel határos.

## Népesség
A település népessége az elmúlt években az alábbi módon változott:
| Lakosok száma | 197  | 180  | 171  |
|               | 2017 | 2018 | 2023 |